# Arno Gisinger

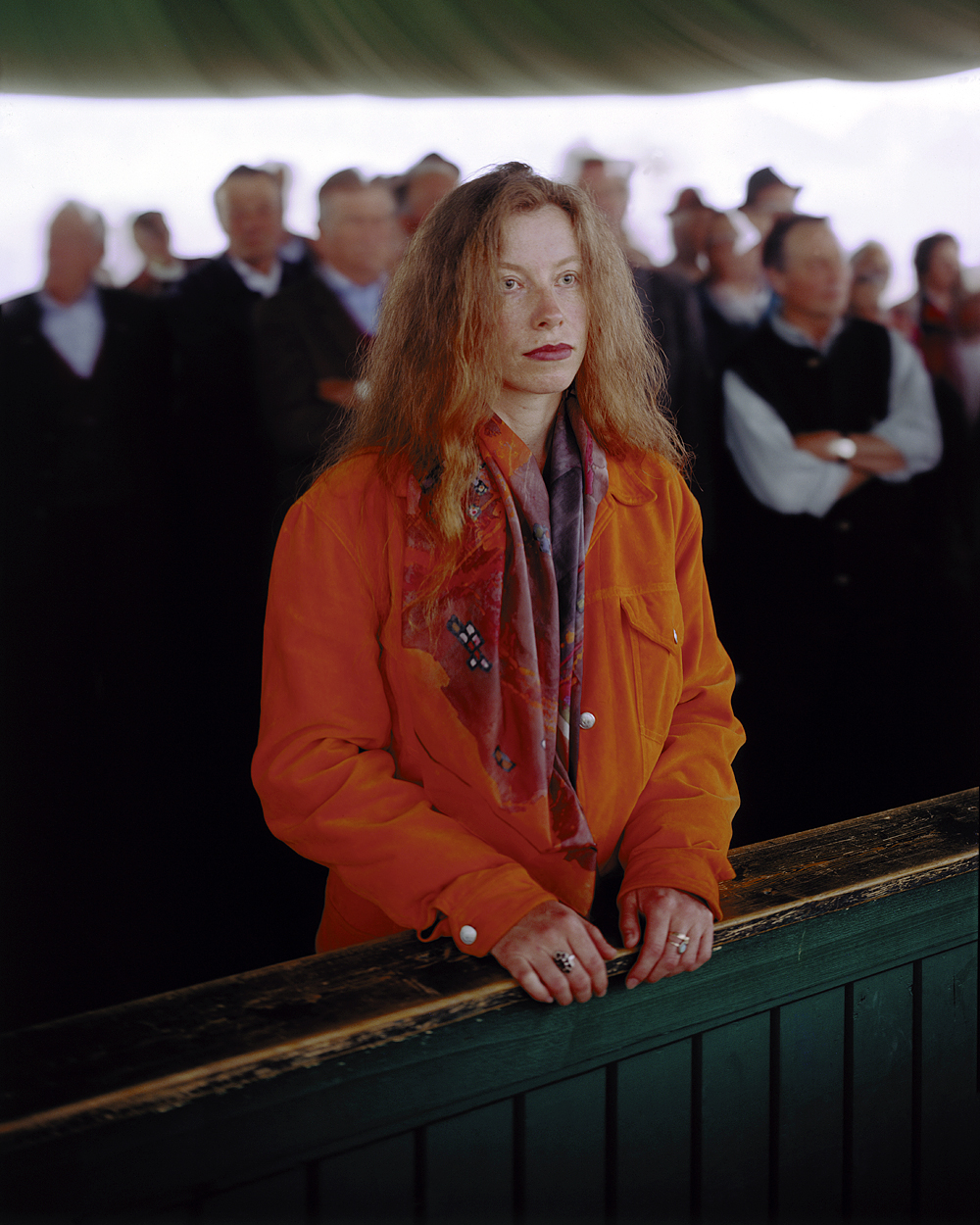
Portraitserie von Betrachtern in einem Panorama (1998)

Arno Gisinger  (* 22. Januar 1964 in Dornbirn) ist ein österreichischer Fotograf, der in Frankreich lebt und arbeitet.

## Biographie
Arno Gisinger, geboren 1964 in Dornbirn (Österreich), Studium der Fotografie an der École nationale supérieure de la photographie in Arles (Frankreich), Studium der Geschichte und Germanistik an der Universität Innsbruck, 1995/96 Stipendium des BMWK für künstlerische Fotografie in London (Großbritannien), 1997 Gründung eines Ateliers für Fotografie und Visual History, 2000 Gründung von weblab. multimedia solutions (gemeinsam mit Niko Hofinger, Prix Multimedia Austria 2001), seit 2001 Lehrbeauftragter für Fotografie an der Fachhochschule Vorarlberg, 2004 Aufenthalt in der Cité Internationale des Arts, Paris, lebt und arbeitet als freischaffender Fotokünstler, Autor und Ausstellungsmacher in Paris. Er unterrichtet an der Universität Paris 8.

## Über die Arbeit von Arno Gisinger

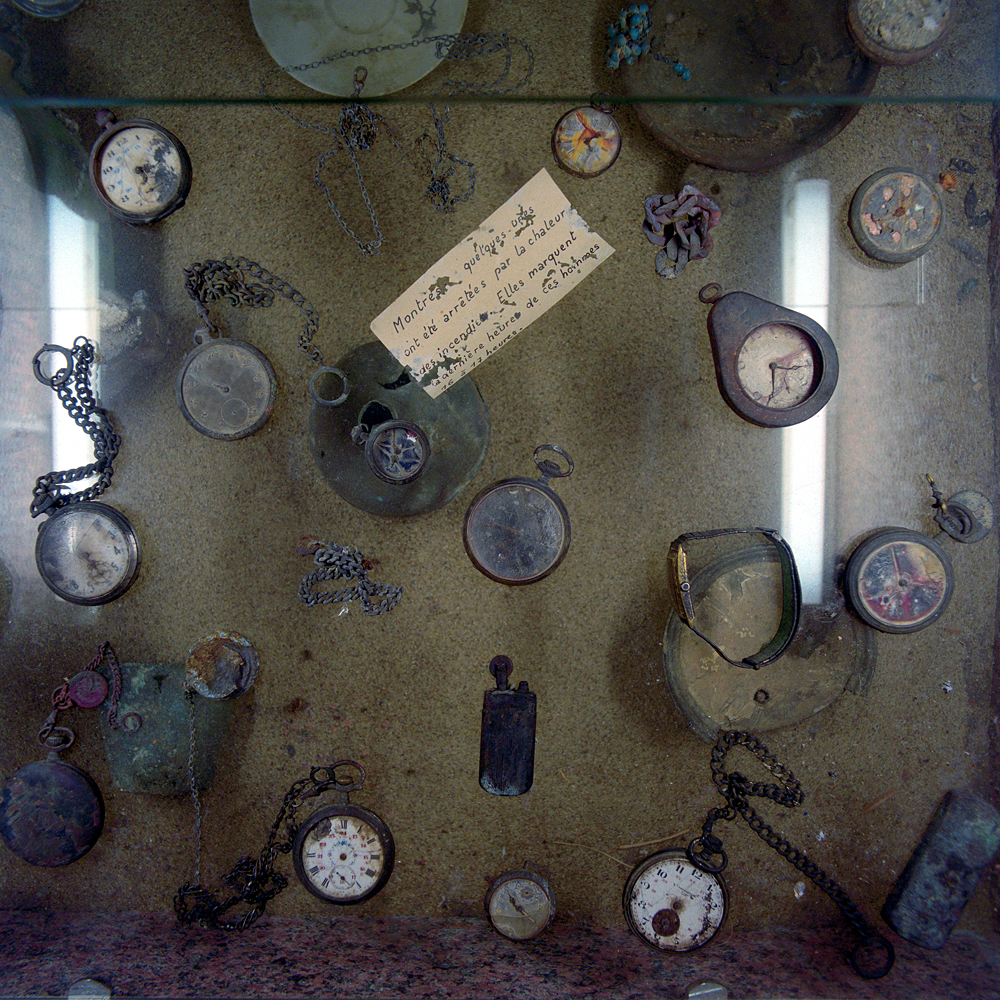
Uhrensammlung am Erinnerungsort Oradour in Frankreich (1994)

In seiner Arbeit geht es Arno Gisinger um Fragen der Darstellung von Geschichte und Erinnerung in den visuellen Medien mit Schwerpunkt Fotografie. Geschichte ist für ihn ein Darstellungsmodus, der stets auf Fragen der Gegenwart verweist. Methoden und Stilelemente des Dokumentarischen beeinflussen seine fotokünstlerischen Arbeiten, die zuweilen mit Texten kombiniert werden. Den thematisch ausgerichteten Serien gehen intensive inhaltliche Recherchearbeiten voraus. Seit den 1990er Jahren beschäftigt sich Arno Gisinger immer wieder mit den Nachwirkungen des Zweiten Weltkrieges und der Shoah in Europa und verweist dadurch indirekt auf Darstellungsmöglichkeiten und -grenzen fotografischer Bilder. Sein künstlerischer Werdegang ist aufgrund einer Ausbildung an der Fotoakademie in Arles stark von französischen Denkmodellen sowie von einer transdisziplinären Öffnung des Mediums beeinflusst. In seinen meist großformatigen, installativen Arbeiten verwendet Arno Gisinger verstärkt neue Bildtechnologien und bezieht die unkonventionelle Ausstellungsorte direkt in den Arbeitsprozess ein.
(Quellen: Vorarlberger Künstlerlexikon 2007 und Allgemeines Künstlerlexikon 2007)

## Ausstellungen

### Einzelausstellungen

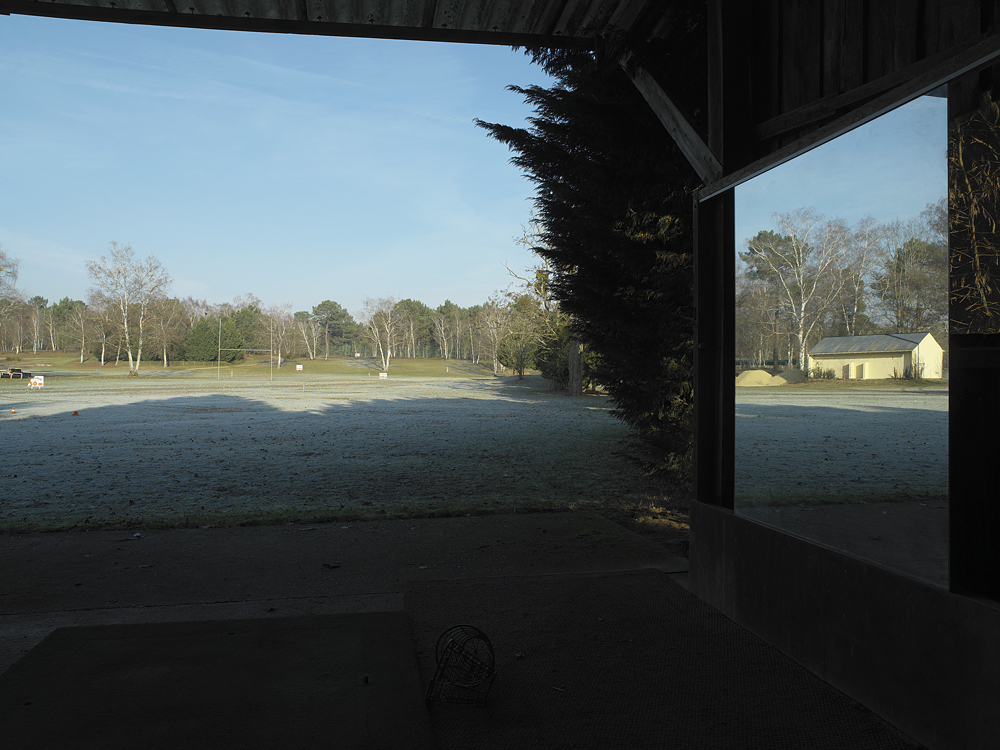
Diptychon über zwei ehemalige Lager für Sinti und Roma in Frankreich (2004)

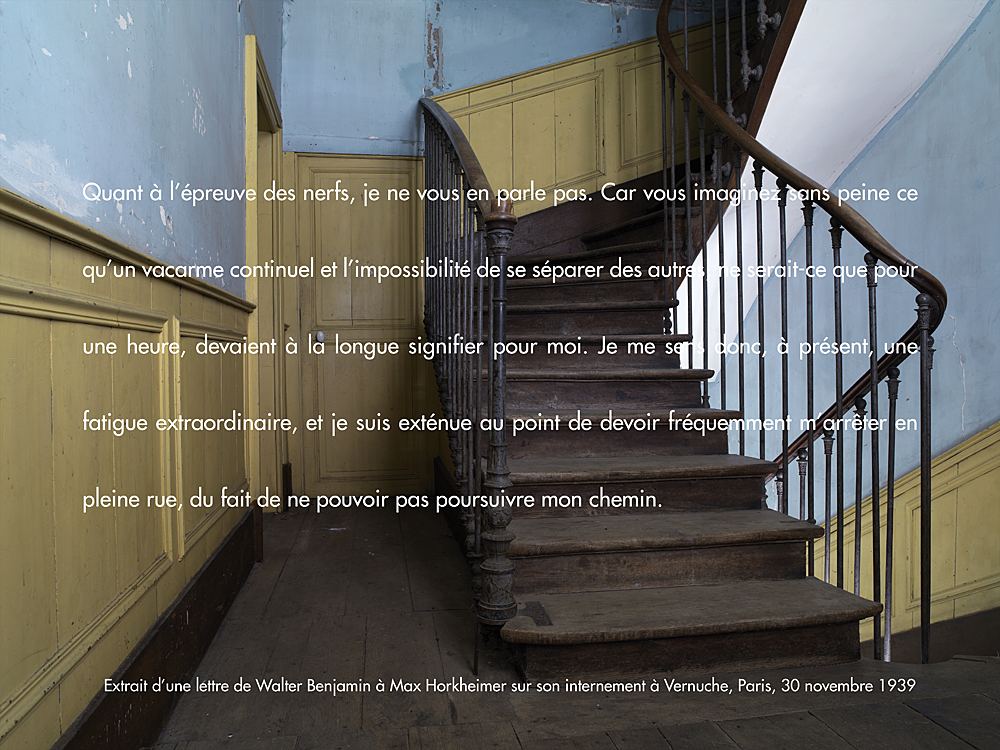
Über die Exiljahre des Philosophen Walter Benjamin (mit Nathalie Raoux) (2008)

- Topoï, Braunschweig, Paris, Biel, Linz,  2012–2013
- Atlas, suite (mit Georges Didi-Huberman), Le Fresnoy 2012 - studio national des arts contemporains, Tourcoing 2012
- Occupants - Occupés, Musée de la Résistance, Limoges 2012
- Konstellation Benjamin, École supérieure d’arts de Lorient 2011
- Konstellation Benjamin, Galerie Le Bleu du Ciel, Lyon 2011
- Indices, Montpellier 2010
- Unsichtbare Stadt, VAI Dornbirn 2010
- Scandaleux réel, Galerie Arena, Arles 2009 (gemeinsam mit Anthony Haughey)
- Fenster ohne Vorhänge, Feldkirch 2008
- Hotel Jugoslavija, Valenciennes 2008
- Bastia Sud, Bastia 2008
- Konstellation Benjamin, La Filature, Mulhouse 2007
- Et maintenant Pondichéry, Paris 2006
- Coudrecieux & Mulsanne, La Vitrine de la SFP, Paris 2006
- Walter Benjamin – Hotel de Francia, Galerie Condé, Paris 2005
- Nuremberg: Les coulisses du pouvoir, Jeu de paume (Mois de la Photo), Paris 2004
- Nuremberg: la scène du procès, Jeu de paume (Mois de la Photo), Paris 2004
- Maisons-palais du Sud de l’Inde, Galerie 779, Paris 2003 und Galerie Brigitte Haasner, Wiesbaden 2003
- „Vom Großvater vertrieben, vom Enkel erforscht?“, Leo Baeck Institute New York und Jüdisches Museum Wien
- Betrachterbilder, Galerie 779, Paris 2001
- „Dies ist der Stuhl für den Paten“, ehemalige Synagoge / Feuerwehrhaus Hohenems 2001
- Voltaire post mortem, Château Ferney-Voltaire  Betrachterbilder, Galerie Fotoforum, Bozen 2001
- Invent arisiert, Kaiserliches Hofmobiliendepot, Wien 2000
- Oradour. Messerschmitthalle, Château Ferney-Voltaire  Betrachterbilder, Kulturzentrum Remise, Bludenz 2000
- Le Siège de Pondichéry, Alliance Française de Pondichéry und Musée des Arts Décoratifs, Paris 1998
- Faux Terrain, Institut Français d'Innsbruck 1997
- Synagogenorte, Jüdisches Museum Hohenems 1996
- Oradour. Messerschmitthalle, Klangspuren Schwaz 1995

### Gruppenausstellungen
- Tiroler Landesausstellung, Franzensfeste 2009
- Photos & Légendes, Pantin 2008
- Le Mois de l'Image, Ho Chi Minh City 2007
- Biennale de la photographie, Lyon 2006
- Coudrecieux & Mulsanne, Les Photographiques, Le Mans 2006
- « D'un moment à l'autre », Rencontres internationales de la photographie d'Arles, 2005 und Nogent-sur-Marne 2006
- « Ça ne se représentera plus », Galerie du Cloître, Ecole des beaux-arts de Rennes 2005
- Invent arisiert und 147, rue Sainte-Catherine, Imagiques. Rencontres photographiques en Sud-Gironde 2004
- Parlez-moi d’Oradour, Centre de la Mémoire d’Oradour 2004
- Faux Terrain, Septembre de la Photographie - Quinze en Europe, Nizza 2000
- Du côté d'Oradour, Oradour sur Glane 1998
- Betrachterbilder, Sehnsucht Heimat, Salzlager Hall in Tirol 1998
- Oradour, Fotofestival Noorderlicht, Groningen 1995

## Auswahlbibliographie
- Arno Gisinger / Robert Fabach / Werner Matt, Unsichtbare Stadt. Erkundungen und Betrachtungen, Residenz Verlag, Sankt Pölten 2011
- Portfolio und Gespräch mit Florian Ebner in Camera Austria 110 (2010)
- Arno Gisinger / Martin Sexl, Imagined wars, Innsbruck University Press, Innsbruck 2010
- Arno Gisinger / Nathalie Raoux, Konstellation. Walter Benjamin en exil, Transphotographic press, Paris 2009
- Arno Gisinger / Martin Sexl, Hotel Jugoslavija, Studienverlag, Innsbruck – Wien – Bozen 2008
- Arno Gisinger / Robert Dulau, Pondichéry, Éditions Pippa, Paris 2007
- Arno Gisinger / Robert Dulau, Maisons-Palais du Sud de l'Inde, hrsgg. vom IFI Pondicherry, zweisprachig (frz., engl.), Pondicherry (India) 2003
- Arno Gisinger, L’ordinaire de l’oubli, hrsgg. von der Société Française de Photographie und Editions 779, mit einem Beitrag von Robert Dulau, dreisprachig (frz., engl., dt.), Paris 2001
- Invent arisiert. Enteignung von Möbeln aus jüdischem Besitz, Katalogbuch zur gleichnamigen Ausstellung im Museum Kaiserliches Hofmobiliendepot, Wien (2000), hrsgg. von Ilsebill Barta-Fliedl und Herbert Posch, mit Fotografien von * Arno Gisinger und einem Beitrag von Monika Schwärzler, Verlag Turia und Kant, Wien 2000
- Arno Gisinger, Betrachterbilder, Ausstellungskatalog mit einem Beitrag von Roland Jörg, ins Französische übertragen von Robert Dulau, zweisprachig (frz., dt.), Galerie allerArt / Remise Bludenz 2000